# Grand Prix-seizoen 1914
Het Grand Prix-seizoen 1914 was het laatste Grand Prix-seizoen dat voor de Eerste Wereldoorlog werd verreden, en ook het laatste voor de oorlog waarin Grandes Épreuves en races in Europa werden verreden. Het seizoen begon op 26 februari en eindigde op 22 augustus na één Grande Épreuve en zeven andere races.

## Kalender

### Grandes Épreuves
| Ronde | Datum  | Grand Prix | Circuit | Winnaar                  | Constructeur | Verslag |
| ----- | ------ | ---------- | ------- | ------------------------ | ------------ | ------- |
| 1     | 4 juli | Frankrijk  | Lyon    | Christian Lautenschlager | Mercedes     | verslag |

### Andere races
| Datum       | Land             | Racenaam               | Circuit         | Winnaar             | Constructeur | Verslag |
| ----------- | ---------------- | ---------------------- | --------------- | ------------------- | ------------ | ------- |
| 26 februari | Verenigde Staten | Vanderbilt Cup         | Santa Monica    | Ralph DePalma       | Mercedes     | verslag |
| 28 februari | Verenigde Staten | American Grand Prize   | Santa Monica    | Eddie Pullen        | Mercer       | verslag |
| 30 mei      | Verenigde Staten | Indianapolis 500       | Indianapolis    | René Thomas         | Delage       | verslag |
| 31 mei      | Italië           | Coppa Florio           | Madonie         | Felice Nazzaro      | Nazzaro      | verslag |
| 31 mei      | Rusland          | Grand Prix van Rusland | Sint-Petersburg | Willy Scholl        | Benz         | verslag |
| 10-11 juni  | Man              | Tourist Trophy         | Isle of Man     | Kenelm Lee Guinness | Sunbeam      | verslag |
| 22 augustus | Verenigde Staten | Elgin National Trophy  | Elgin           | Ralph DePalma       | Mercedes     | verslag |

1894 · 1895 · 1896 · 1897 · 1898 · 1899 · 1900 · 1901 · 1902 · 1903 · 1904 · 1905 · 1906 · 1907 · 1908 · 1909 · 1910 · 1911 · 1912 · 1913 · 1914 · 1915 · 1916 · Eerste Wereldoorlog · 1919 · 1920 · 1921 · 1922 · 1923 · 1924 · 1925 · 1926 · 1927 · 1928 · 1929 · 1930 · 1931 · 1932 · 1933 · 1934 · 1935 · 1936 · 1937 · 1938 · 1939 · 1940-1945 (Tweede Wereldoorlog) · 1946 · 1947 · 1948 · 1949 
 Lijst van Grand Prix-wedstrijden voor 1950